# 第二号钢琴奏鸣曲 (肖邦)
降b小調第二号鋼琴奏鳴曲，Op. 35，是波蘭作曲家肖邦创作的一首钢琴奏鸣曲，全曲分四个乐章，演奏时长在21至25分钟之间。1839年创作这首曲子的时候，肖邦正住在诺昂维克的乔治·桑家。
这首奏鸣曲的第三个乐章是一首葬礼进行曲，也是肖邦的标志性作品之一。它在1837年左右就写好了，当时肖邦甚至还没构思出剩下的乐章。
它甫一发表便受到听众的欢迎，其中的葬礼进行曲也在肖邦自己的葬礼上演奏。但20世纪以前音乐家和评论家们中还是批评意见居多。罗伯特·舒曼说这首曲子结构上有缺陷，他认为肖邦根本就写不好奏鸣曲。

## 背景
这首奏鸣曲写成的时候奏鸣曲本身已经不流行了。虽然贝多芬和莫扎特写过很多奏鸣曲，但浪漫主义时期的作曲家似乎不怎么中意这种曲式。弗朗兹·李斯特就写过两首奏鸣曲，舒曼写过8首，门德尔松写过13首。除去这首之外，肖邦也只写过两首奏鸣曲，即《第一号钢琴奏鸣曲》（Op. posth. 4）和《第三号钢琴奏鸣曲》（Op. 58）。
第二号鋼琴奏鳴曲是肖邦第一首成熟的钢琴奏鸣曲，其中核心、第三乐章《葬礼进行曲》（Marche funèbre）可能在1837年就写好了。但这一说法遭到部分学者的质疑。杰弗里·卡尔伯格（Jeffrey Kallberg）认为《葬礼进行曲》写于1837年的依据可能是肖邦1837年11月28日的一份手稿，但那份手稿其实和《葬礼进行曲》没有关系。而《葬礼进行曲》本身可能是1835年写成的。
但不可否认的是，奏鸣曲的其他部分确实是在《葬礼进行曲》之后完成的。1839年8月8日写给朱利安·馮塔納的一封信中，肖邦说：
我在写一首降b小调的奏鸣曲，它会包含你已经知道的那首进行曲。曲子里会有一个快板，接着是一个降e小调诙谐曲、那首进行曲和一首终曲...我爸说我以前那首奏鸣曲（即第一号钢琴奏鸣曲）已经由托比亚斯·哈斯林格出版了
实际上第一号钢琴奏鸣曲并未正式出版，只是哈斯林格在没得到肖邦许可的情况下将它印刷出来流传出去了。这可能使得肖邦发觉他有必要自己出版一首奏鸣曲。1839年夏，奏鸣曲完成于诺昂维克。1840年5月在伦敦、莱比锡和巴黎出版，作品上没有写题献。

## 作品结构
这首奏鸣曲分为四个乐章：
1. Grave – Doppio movimento（B♭小调 – B♭大调）
2. Scherzo（E♭小调，包含G♭大调的三重奏）
3. Marche funèbre: Lento（B♭小调，包含D♭大调的三重奏）
4. Finale: Presto（B♭小调）

## 评价和影响
虽然它很快就得到了听众的认可，但当时的乐评家却很困惑，因为这首奏鸣曲的四个乐章之间缺乏联系。作品发表之后的一个世纪中，大多数乐评持批评态度。1900年以前，它不怎么在波兰和其他欧洲国家上演，只有其中的《葬礼进行曲》获得特别待遇，为演奏家们所钟爱。这种情况在20世纪才渐渐有了好转。
第一个站出来对这首奏鸣曲进行有力批评的是罗伯特·舒曼。1841年，舒曼说这首作品就像“一个屋檐下的四个疯孩子”，它根本就不像是奏鸣曲。他觉得《葬礼进行曲》也不好，“如果换成降D的柔板会好得多”。至于终章，舒曼说，“更像是一个玩笑而非音乐”。门德尔松也曾说自己很不喜欢这一部分。詹姆斯·亨内克也说这四个乐章没有共同的生命，只是一串叙事曲和诙谐曲，而非一首奏鸣曲。不过，他认为后面的两个乐章是“杰作”，终曲更是“在钢琴曲中无可匹敌”。拉赫玛尼诺夫曾创作过自己的第二號鋼琴奏鳴曲，但他说自己的作品相当累赘，而肖邦的作品就精煉得多。
但《葬礼进行曲》所收到的评价几乎都是积极的，李斯特说“我们很难相信这世界上竟有如此甜美的东西”，其他许多音乐家、评论家也都视其为全曲的精髓。它成为了最著名的肖邦作品之一，不仅在肖邦自己的葬礼上演奏，很多国家元首的葬礼上也会使用这首曲子。后世的许多音乐作品，如埃里克·萨蒂的《Embryons desséchés》、艾灵顿公爵的《黑色與棕色幻想曲》、deadmau5的《Ghosts 'n' Stuff》中都有《葬礼进行曲》的痕迹。

## 版本
这首曲子存在大量的版本，其中最常见的是G·亨乐出版社、伊格纳奇·扬·帕德雷夫斯基和扬·艾凯尔的版本。现存最早的录音在1928年和1930年由珀西·格兰杰和拉赫曼尼諾夫录制。